# Биек-Тау
Биек-Тау — поселок в Ютазинском районе Татарстана. Входит в состав Ташкичуйского сельского поселения.

## География
Находится в юго-восточной части Татарстана на расстоянии приблизительно 11 км на запад по прямой от районного центра поселка Уруссу.

## История
Основан в 1920-х годах.

## Население
Постоянных жителей было: в 1926 — 21, в 1938—112, в 1949—127, в 1958—116, в 1970 — 80, в 1979 — 66, в 1989 — 48, в 2002 году 61 (татары 100 %), в 2010 году 44.